# I Got Married to the Girl I Hate Most in Class
I Got Married to the Girl I Hate Most in Class (яп. クラスの大嫌いな女子と結婚することになった。, Kurasu no Dai Kirai na Joshi to Kekkon suru Koto ni Natta, укр. Я одружуюся з однокласницею, яку ненавиджу) — романтична комедійна серія ранобе, написана Сейдзу Амано та проілюстрована Нанамі Нарумі. Спочатку серія була запущена як манґа на YouTube-каналі Manga Angel Neko Oka у березні 2020 року. З грудня 2020 року Media Factory випустили дев'ять томів під лейблом MF Bunko J.
Адаптація у форматі манґи з ілюстраціями Моссконбу публікується онлайн на сайті Shōnen Ace Plus видавництва Kadokawa Shoten із травня 2021 року і зібрана в шість танкобонів. Аніме-серіал, створений студіями Studio Gokumi та AXsiZ, виходив з січня по березень 2025 року.

## Персонажі
Сайто Ходзьо (яп. 北条才人, Hōjō Saito)
Однокласник Акане. Він з усією пристрастю ненавидить її, але на його жах, його змушують вступити з нею в шлюб проти волі. Його родина володіє великим конгломератом.
Акане Сакураморі (яп. 桜森朱音, Sakuramori Akane)
Однокласниця Сайто. У класі вона має спокійну вдачу і ненавидить його не менше. Їхні особистості часто конфліктують.
Хімарі Ішікура (яп. 石倉陽鞠, Ishikura Himari)
Однокласниця Акане і Сайто з доброю вдачею. Найкраща подруга Акане. Припускається що вона закохана в Сайто, але він не відповідає взаємністю і вона не знає про їхній примусовий шлюб.
Шісей Ходзьо (яп. 北条糸青, Hōjō Shisei)
Однокласниця Акане і Сайто. Є кузиною Сайто, з якою він виріс.
Тенрю Ходзьо (яп. 北条天竜, Hōjō Tenryu)
Егоїстичний, жадібний і жорстокий дідусь Сайто та головний антагоніст. У молодості мав взаємну симпатію до Чійо, але вони так і не діяли за почуттями. З цією метою він змушує свого онука одружитися.
Чійо Сакураморі (яп. 桜森千代, Sakuramori Chiyo)
Егоїстична бабуся Акане і другорядна антагоністка.
Махо Сакураморі (яп. 桜森真帆, Sakuramori Maho)
Молодша учениця та нещодавня переведена до їхньої школи. Молодша сестра Акане, яка починає виявляти сильний інтерес до неї.

## Медіа

### Ранобе
Написане Сейдзу Амано та проілюстроване Нанамі Нарумі, «Я одружуюся з однокласницею, яку ненавиджу» почало публікуватися під імпринтом ранобе MF Bunko J видавництва Media Factory 25 грудня 2020 року. Станом на 23 серпня 2024 року випущено дев'ять томів. Було оголошено, що серія завершиться на десятому томі, який вийде 24 січня 2025 року.
| №  | Дата виходу       | ISBN                   |
| -- | ----------------- | ---------------------- |
| 1  | 25 грудня 2020    | ISBN 978-4-04-065939-8 |
| 2  | 25 квітня 2021    | ISBN 978-4-04-680332-0 |
| 3  | 25 серпня 2021    | ISBN 978-4-04-680702-1 |
| 4  | 25 грудня 2021    | ISBN 978-4-04-681000-7 |
| 5  | 25 травня 2022    | ISBN 978-4-04-681409-8 |
| 6  | 25 жовтня 2022    | ISBN 978-4-04-681834-8 |
| 7  | 25 лютого 2023    | ISBN 978-4-04-682206-2 |
| 8  | 25 листопада 2023 | ISBN 978-4-04-682986-3 |
| 9  | 23 серпня 2024    | ISBN 978-4-04-683913-8 |
| 10 | 24 січня 2025     | ISBN 978-4-04-684445-3 |

### Манґа
Адаптація у форматі манґи з ілюстраціями Моссконбу розпочала серіалізацію на сайті манґи Shōnen Ace Plus видавництва Kadokawa Shoten 14 травня 2021 року. Розділи манґи зібрані в шість танкобонів станом на вересень 2024 року. Адаптація манґи ліцензована в Північній Америці компанією Seven Seas Entertainment.
| № | Дата виходу     | ISBN                   |
| - | --------------- | ---------------------- |
| 1 | 25 грудня 2021  | ISBN 978-4-04-112023-1 |
| 2 | 25 травня 2022  | ISBN 978-4-04-112639-4 |
| 3 | 26 грудня 2022  | ISBN 978-4-04-113174-9 |
| 4 | 25 липня 2023   | ISBN 978-4-04-113915-8 |
| 5 | 26 лютого 2024  | ISBN 978-4-04-114664-4 |
| 6 | 25 вересня 2024 | ISBN 978-4-04-115387-1 |

### Аніме
Аніме-серіал було анонсовано 24 червня 2024 року. Виробництвом займається Aniplex, анімацію створюють Studio Gokumi і AXsiZ. Режисером виступає Хіроюкі Осіма, сценарій для серіалу пише Тацуя Такахасі, дизайн персонажів створює Нанако Тацу, а музику складає Аріса Окехадзама. Прем'єра серіалу відбулася 3 січня 2025 року на Tokyo MX та інших мережах і планується 12 епізодів. Опенінґ «Koibito Ijō, Suki Miman» (яп. 恋人以上、好き未満, досл. «More Than Lovers, Less Than Love»), у виконанні =Love,, а ендінґ «Suki Kirai mo Oikoshite» (яп. スキキライも追い越して, досл. "Overtaking Love and Hate"), виконує Хінакі Яно, Саюмі Сузушіро та Нене Хієда як їхні відповідні персонажі. Crunchyroll транслює серіал під назвою «I Got Married to the Girl I Hate Most in Class». Plus Media Networks Asia ліцензувала серіал у Південно-Східній Азії та транслює його на Aniplus Asia.

#### Список серій
| № серії | Назва серії | Режисер(и)                        | Сценарист(и)   | Режисер(и) анімації          | Оригінальна дата показу |
| --- | --- | --------------------------------- | -------------- | ---------------------------- | ----------------------- |
| 1 | «Я одружуюся з однокласницею, яку ненавиджу» Транслітерація: «Dai-kirai na Joshi to Kekkon Shita.» (яп. 大嫌いな女子と結婚した。)  | Юкіо Курода                       | Тацуя Такахаші | Хіроюкі Осіма                | 3 січня 2025            |
| Сайто й Акане — однокласники, які ненавидять одне одного. Дід Сайто Тенрю, і бабуся Акане Чійо, змушують їх одружитися, бажаючи відтворити свою втрачену любов. Якщо вони відмовляться, Сайто втратить спадщину, а Акане отримує приховану загрозу. Після трьох днів роздумів вони погоджуються. Їхній шлюб реєструють, купують їм будинок і змушують ділити ліжко. Акане приховує, що сказала їй Чійо. Вона карає Сайто, коли він випадково торкається її. Вони погоджуються тримати шлюб у таємниці від школи. | |                                   |                |                              |                         |
| 2 | «Нове життя» Транслітерація: «Shin-seikatsu» (яп. 新生活)                                                                          | Ходака Курамото                   | Тацуя Такахаші | Хіроюкі Осіма                | 10 січня 2025           |
| Кузина Сайто, Шісей здогадується що він одружився з Акане і вимагає хабар за мовчання. Акане обурена його харчуванням, тож готує для нього, але це викликає у Сайто спогади про нехтування з боку батьків і розкішні вечері з Тенрю. Вони сваряться через побутові дрібниці. Стресуючи, Сайто йде у ванну, але випадково застає там сплячу Акане. Боячись що вона втопиться, витягує її, через що вона спершу злиться, але потім визнає його добрі наміри. Акане та Сайто отримавши поради від Хімарі й Шісей, намагаються навчитися компромісу. Вони встановлюють правила спільного життя і вперше проводять день без сварок, розуміючи що можливо не так вже й ненавидять одне одного. Сайто, помітивши щиру посмішку Акане з подивом усвідомлює що вона справді красива. | |                                   |                |                              |                         |
| 3 | «Моя дружина» Транслітерація: «Ore no Yome» (яп. 俺の嫁)                                                                           | Тацуя Фудзінака                   | Тецуя Ямада    | Ройден Б                     | 17 січня 2025           |
| Сайто починає насолоджуватися часом з Акане. Хімарі помічає що вони майже не сваряться, хоча ті заперечують зміни. Сайто читає про комунікацію й кличе Акане за покупками. Вона панікує думаючи що це побачення, але він пояснює що це лише необхідність. Акане навчає його економити. Сайто каже що вона буде хорошою дружиною перш ніж згадує, що вони вже одружені. Вночі Акане обіймає його уві сні, що робить спільне ліжко ще незручнішим. Вона перевтомлюється перед іспитом і захворює. Напівпритомна зізнається, що Чійо пообіцяла оплатити її навчання на лікаря, але лише за умови шлюбу. Вона також визнає що захоплюється Сайто, хоча її дратує його успішність без навчання. Її стан погіршується і Сайто несе її до лікарні сподіваючись що їхній шлюб все ж може спрацювати. Акане одужує, а Сайто починає отримувати задоволення від їхніх суперечок. Коли Хімарі кокетує з ним, Акане ревниво нагадує що він її чоловік. Сайто розуміє що його почуття до неї стали значно щирішими, ніж він думав. | |                                   |                |                              |                         |
| 4 | «Нічна атака» Транслітерація: «Yashū» (яп. 夜襲)                                                                                   | Масатеру Номі                     | Тецуя Ямада    | Хіроако Осіма                | 24 січня 2025           |
| Акане починає готувати Сайто ланч-бокси. Хімарі помічає що їхня їжа однакова, викликаючи підозри однокласників. Вона питає, чи вони зустрічаються, але не вірить коли Сайто заперечує. Акане бачить привида в будинку й починає всюди ходити за Сайто, навіть просить стерегти її під час купання. Шісей, дізнавшись про це, вирішує провести екзорцизм. Риючись у речах Сайто, вона виявляє що "привид" – це вона сама, бо таємно проникала в їхній дім щоб підглядати. Відчуваючи провину, вона залишається на ніч. Акане помічає що Сайто й Шісей ближчі ніж звичайні кузени, що її напружує. В ліжку вона хоче поговорити про це, але не може зізнатися що ревнує, чим лише дивує Сайто. Під час сварки вони помічають, що Шісей пролізла до них у ліжко. Акане хвилюється, що та ніколи не перестане втручатися в їхнє життя. Поки Сайто спить, Шісей каже Акане що її ревнощі очевидні і Сайто ніколи не зрозуміє цього, якщо вона прямо не скаже. Акане заперечує почуття, але Шісей впевнена що шлюб Сайто буде щасливим. | |                                   |                |                              |                         |
| 5 | «Я не програю» Транслітерація: «Makenai kara» (яп. 負けないから)                                                                   | Хіроюкі Осіма                     | Тецуя Ямада    | Сіндзі Танабе, Хіроюкі Осіма | 31 січня 2025           |
| Хімарі зізнається Акане, що закохана в Сайто і просить допомогти завоювати його серце. Вона закохалася ще в першому класі старшої школи, але Сайто цього не помічав і не відповідав взаємністю. Акане, намагаючись віднадити її, розповідає неприємні деталі про нього, але це лише підсилює інтерес Хімарі. Коли вони стають ближчими, Акане хвилюється. Хімарі хоче відсвяткувати свій успіх у неї вдома, і Акане випадково погоджується через що Сайто доводиться ховатися. Хімарі каже, що запросить Сайто на побачення, якщо Акане не зацікавлена в ньому. Акане заперечує почуття й ображає Сайто, але цього разу його це справді зачіпає. Наступного дня Хімарі кличе його на побачення. Сайто дає Акане шанс зупинити його, але вона вперто мовчить. У останню мить вона визнає, що ревнує бо він її чоловік і не належить нікому іншому. Сайто розкриває, що вже відмовив Хімарі й просто змусив Акане зізнатися у почуттях. Розлючена, вона йде з ним на покупки, де він пропонує купити їй обручку, але вона гнівно відмовляється. Хімарі швидко оговтується й вирішує ще раз спробувати. Шісей заявляє що не дозволить їй отримати Сайто. Акане теж вирішує не поступатися, але її бентежить що саме має на увазі Хімарі. | |                                   |                |                              |                         |
| 6 | «Перше побачення молодят» Транслітерація: «Fūfu no Hatsu-dēto» (яп. 夫婦の初デート)                                                | Юкіо Курода                       | Тацуя Такахаші | Ройден Б                     | 7 лютого 2025           |
| Хімарі просить Сайто допомогти їй із навчанням, а коли Акане й Шісей протестують, запрошує і їх. Акане знову вражена його ідеальною пам’яттю. Сайто розповідає, що всі в його родині мають особливі здібності. Шісей відправляє Хімарі до ванної, залишаючи Акане й Сайто наодинці. Акане злиться що він ніколи не пропонував допомогти їй. Сайто зізнається, що хоч вона його дратує, він поважає її турботу про інших. Він починає навчати її вдома й питає про мрію стати лікарем. Акане розповідає про молодшу сестру, яка важко хворіла. Після цього вона кілька днів сумна, і Сайто просить у Шісей поради. Вона пропонує йому повести Акане на покупки. Він запрошує її за рідкісними солодощами, які вона любить. Акане панікує, але погоджується. Чійо радіє й змушує її вдягнути стильну сукню, хоча обоє заперечують що це побачення. Після караоке та лимонаду Сайто зізнається що хотів підбадьорити її, бо відчував провину за згадку про сестру. По дорозі додому Акане помічає обручку, але відмовляється дозволити Сайто її купити, хоча дякує йому. У спогаді про матір показано, що для Акане кільця символізують справжнє кохання. | |                                   |                |                              |                         |
| 7 | «Обручка» Транслітерація: «Yubiwa» (яп. 指輪)                                                                                      | Кійотака Такезава                 | Тацуя Такахаші | Хіроюкі Осіма                | 14 лютого 2025          |
| Сайто просить у своєї тітки, матері Шісей, тимчасову роботу. Вона розчарована що він не одружиться з Шісей, але погоджується. Шісей ревнує, що він купує подарунок для Акане і чіпляється за нього навіть під час роботи. Акане помічає що Сайто повертається пізно й пахне парфумами Шісей. Вона телефонує в маєток Ходзьо, але його тітка грубо каже, що їхній шлюб — формальність і це не її справа. Розлючена Акане звинувачує Сайто у зраді, але він пояснює що заробляв гроші на обручку, яка їй сподобалася. Вона носить її на правій руці, але випадково бере до школи й ховає в сумочці. Вдома розуміє, що загубила її. Вона думає купити заміну щоб Сайто не дізнався, але не може бо це не буде саме та обручка. Кілька днів шукає її і Сайто помічає її дивну поведінку. За порадою Шісей він слідкує за Акане й розуміє, що вона загубила обручку. Завдяки ідеальній пам’яті він згадує всі місця де вони були і знаходить її гаманець у водостоку. Акане радіє і Сайто надягає обручку на її ліву руку. Попри те, що це символізує глибоке кохання в шлюбі, Акане вирішує носити її саме так. Тим часом у місто прибуває загадкова дівчина з планами щодо них. | |                                   |                |                              |                         |
| 8 | «Сенпай» Транслітерація: «Senpai» (яп. センパイ)                                                                                   | Хіроюкі Осіма, Тацуя Фудзінака    | Тецуя Ямада    | Варуо Сузукі                 | 21 лютого 2025          |
| Дівчина на ім’я Махо підходить до Сайто й погрожує розповісти всім що він живе з Акане, якщо він не стане її хлопцем. Вона намагається його поцілувати, але Шісей рятує його. Натомість Махо тягне його на бургери. Вона зізнається що любить шкідливу їжу, але її родина сварить її за нездорові звички. Вона не розуміє, чому Сайто вірний Акане, яку сам називає своєю суперницею. Шантажем вона змушує його дозволити їй відвідати їхній будинок де Акане розкриває, що Махо — її молодша сестра яка була хворою в дитинстві й тепер розбещена сім’єю. Дізнавшись, що Сайто й Акане сплять в одному ліжку, Махо б’є його й вирішує залишитися на ніч. Удвох вона пропонує переконати їхню бабусю дозволити їй самій вийти за Сайто, звільнивши Акане від відповідальності. Вона також зазначає, що їй подобається в Сайто все що дратує Акане, зокрема фастфуд і відеоігри. Ця думка змушує Акане почуватися дивно, хоч вона й не розуміє чому. Махо раптово нападає на Сайто у ванній і робить йому ту ж пропозицію. Виснажений її поведінкою, він лягає спати де Акане питає, чи хоче він розлучитися. Сайто дивується чи це Акане хоче розлучення і розуміє, що сам не знає чого хоче. | |                                   |                |                              |                         |
| 9 | «Сердечний біль молодшої сестри» Транслітерація: «Imōto-gokoro» (яп. 妹心)                                                         | Ходака Курамото                   | Тецуя Ямада    | Хіроюкі Осіма                | 28 лютого 2025          |
| Махо намагається спокусити Сайто, що нагадує йому дівчину яка йому дуже сподобалася на одній із вечірок Тенрю. Махо стверджує, що це була вона й доводить, що вони мають одружитися. Сайто викриває брехню й звинувачує її в ненависті до нього. Махо зізнається в цьому перед тим, як Акане заходить і виганяє їх обох. Незабаром Махо хворіє і Сайто розуміє, що вона забула свої ліки. Вона просить його не казати про це Акане, бо досі відчуває провину за те що в дитинстві сестра піклувалася про неї. Наступного дня Акане вимагає сказати де Махо, але Сайто відмовляється. Насправді вона хоче щоб він повернувся додому. У лікарні Махо зізнається що подорожує й розважається, готуючись до майбутнього, коли може назавжди прикутися до ліжка. Вона також хоче щоб Акане мала шанс жити без неї. Сайто розуміє, що Махо намагалася спокусити його, бо думала що Акане нещаслива в шлюбі, й насправді засмутилася коли сестра сказала, що її ненавидить. Він зізнається, що теж хоче щоб Акане була щасливою. Підслухавши це Акане не розуміє, чому йому це так важливо. Через тиждень Махо одужує й розповідає сестрі всю правду. Вона також зізнається, що могла по-справжньому закохатися в Сайто. Акане вимагає від Сайто пояснень і коли той неохоче підтверджує свої слова, наказує йому повернутися додому. Почувши це, Хімарі нарешті дізнається що Сайто й Акане живуть разом. | |                                   |                |                              |                         |
| 10 | «Дівчина (тимчасово)» Транслітерація: «Kanojo (Kari)» (яп. 彼女（仮）)                                                             | Юкіо Курода                       | Тацуя Такахаші | Ройден Б                     | 7 березня 2025          |
| Хімарі випадково розкриває правду перед класом. Чутки швидко поширюються і незабаром однокласники навіть стежать за Сайто після школи, сподіваючись сфотографувати його та Акане біля одного будинку. Уникнувши переслідування, Сайто приймає у гості Махо та Хімарі, яка вибачається за те, що видала їхню таємницю. Вони також перепрошують за брехню. Дізнавшись, що їхній шлюб без кохання, Хімарі радіє думаючи що ще має шанс, хоча не помічає, як сильно це дратує Сайто. Щоб розвіяти чутки, вони удають, що Сайто зустрічається з Хімарі. Акане попереджає, що якщо щось станеться, Сайто відповідатиме за наслідки. Хімарі насолоджується всім процесом, але Сайто й Акане почуваються некомфортно. Хімарі поширює нову чутку, ніби Сайто відповідає їй взаємністю, хоча насправді він стає ще більш напруженим. Акане незадоволена ситуацією, але не може нічого зробити, бо Хімарі наполягає що потрібно більше доказів. Вони йдуть на публічне побачення після школи і наприкінці Хімарі запрошує Сайто додому. Глянувши на її книжкову полицю, Сайто розуміє що вона розумніша ніж здається і у вільний час вивчає психологію. Хімарі пропонує стати його коханкою, оскільки Акане юридично є його дружиною, але він відмовляється м'яко натякаючи що не кохає її, проте Хімарі цього не розуміє. Вона просить його залишитися довше, бо почувається самотньою і хоча він не хоче, все ж погоджується, повернувшись до Акане значно пізніше, ніж планував. Акане намагається зупинити Хімарі, але коли та питає, чи подобається їй Сайто, Акане вперто не зізнається бо боїться за свою репутацію в школі. Хімарі не бачить проблеми в тому, щоб вічно прикидатися дівчиною Сайто, якщо Акане не має до нього почуттів. Акане неохоче погоджується, але знову відчуває біль у серці. | |                                   |                |                              |                         |
| 11 | «Голос» Транслітерація: «Koe» (яп. 声)                                                                                             | Хіроюкі Осіма                     | Тацуя Такахаші | Хіроюкі Осіма                | 14 березня 2025         |
| Сайто й Акане нарешті обмінюються номерами, щоб краще ховатися від однокласників. Сайто питає Махо про дівчину з вечірки Тенрю, але Шісе тягне її геть, перш ніж вона встигає відповісти. Тенрю повідомляє Сайто, що той має бути на 70-річчі його кузини Шісу, адже як спадкоємець йому потрібна її підтримка. Акане відмовляється йти, бо боїться зустрічі з його родиною, особливо з Рейко. Шісу вирішує, що Тенрю зробив правильно, адже Сакураморі рівні Ходзьо в політиці, що робить Акане ідеальною дружиною. Акане кличе Хімарі, яка рада, що та не злиться. Акане заздрить, що Хімарі давно має номер Сайто і надсилала йому відверті селфі. Хімарі зазначає, що протилежність кохання — не ненависть, а байдужість, тож якщо Сайто свариться з Акане, значить, вона йому не байдужа. Після її відходу Акане відчуває самотність. Вона телефонує Сайто, каже, що скучила за сварками, і наказує йому повернутися додому. Сайто дивується, що Акане назвала їхній будинок "домом". Вона боїться спати одна і панікує, коли хтось намагається вдертися в будинок, але це виявляється Сайто, який повернувся раніше, бо теж скучив за їхніми суперечками. Вони одразу починають сваритися і почуваються краще. Лягаючи спати, Сайто помічає, що Акане притиснулася до його спини. Він також розуміє, що її голос збігається з голосом дівчини з тієї вечірки. | |                                   |                |                              |                         |
| 12 | «Я виходжу заміж за хлопця, якого ненавиджу» Транслітерація: «Dai-kirai na Danshi to Kekkon Shita.» (яп. 大嫌いな男子と結婚した。) | Хіроюкі Осіма і Кійотака Такезава | Тацуя Такахаші | Хіроюкі Осіма                | 21 березня 2025         |
| Сайто згадує, як зустрів Акане у перший день навчання, але вона тоді сказала «давно не бачились», що натякає на їхню зустріч раніше. Акане засмучено йде; попри ідеальну пам'ять Сайто забув, що вона була тією дівчиною з вечірки Тенрю. Під час покупок Сайто зустрічає Хімарі, яка раптово його цілує. Хтось фотографує їх і поширює знімок серед однокласників. Акане розлючена, але Хімарі заявляє, що ніколи не приховувала свого наміру завоювати Сайто. Акане вимагає припинити прикидатися його дівчиною. Хімарі відмовляється, поки Акане не дасть вагому причину. Нарешті Акане зізнається, що кохає Сайто, але Хімарі не вірить: Акане ненавиділа його з першого дня школи, тоді як вона кохала його весь цей час. У гніві Акане розкриває, що закохалася у Сайто ще у 12 років на тій самій вечірці. Після запеклої суперечки Хімарі визнає, що завжди знала про почуття Акане і не намагалася завоювати Сайто, бо це завдало б їй болю. Акане розуміє, що справжня мета Хімарі була змусити її визнати свої почуття. Вони миряться і вирішують чесно змагатися за Сайто. Сайто вражений: Акане зліша, ніж будь-коли, а Хімарі ще нахабніше його спокушає. Шісе шокує всіх, заявивши, що Хімарі була не першим поцілунком Сайто. Сайто намагається вибачитися перед Акане, але вона лише кричить, що ненавидить його. | |                                   |                |                              |                         |